# Ormehug
Ormehug er en dokumentarfilm instrueret af Peter Holmgård efter eget manuskript.

## Handling
Videoregistrering af Kom de bagfra's sensuelle og visuelle forestilling Ormehug.